# Škoda 3,7 cm A3
Lo Škoda 3,7 cm A3, ufficialmente 3,7 cm KPÚV vz. 34 (in ceco: kanón proti útočné vozběera, cannone controcarro), era un cannone anticarro realizzato dagli Škoda Works in Cecoslovacchia, negli anni precedenti la seconda guerra mondiale. La denominazione interna della Škoda era A3. Non si hanno notizie di utilizzo da parte della Wehrmacht dei pezzi caduti nelle mani della Germania nazista dopo l'occupazione tedesca della Cecoslovacchia. La Repubblica slovacca acquistò 113 carri quando venne dichiarata, nel 1939, l'indipendenza dalla Cecoslovacchia. La versione veicolare ÚV vz. 34 equipaggiava cacciacarri e carri leggeri cecoslovacchi; questa versione, usata dalla Wehrmacht sui carri di preda bellica, era denominata dai tedeschi 3,7 cm KwK 34(t).

## Tecnica
Il cannone venne progettato nel 1934 in risposta ad un requisito dell'Esercito cecoslovacco per un'arma capace di penetrare una corazzatura da 30 mm a 1.000 metri. Esso disponeva anche di una granata HE con gittata massima di 4.000 metri. Il cannone era incavalcato su un affusto ruotato scudato, con ruote a razze di legno munite di pneumatici.
La versione per carri armati ÚV vz. 34 disponeva di un proiettile perforante da 0,815 kg a 690 m/s, accreditato per una capacità di penetrazione di una piastra di 37 mm a 100 m, 31 mm a 500 m, 26 mm a 1.000 m e 22 mm a 1.500 m, tutte inclinate di 30° dalla verticale. Su piastre verticali invece la penetrazione era di 45 mm a 500 m. Questa bocca da fuoco armava il cacciacarri Škoda T-32 (Š-I-D) ed i carri cechi LT vz. 34 e LT vz. 35.